# Hannamühle
Hannamühle ist ein Ortsteil der Stadt Oberviechtach im Oberpfälzer Landkreis Schwandorf in Bayern.

## Geographische Lage
Die Einöde Hannamühle liegt etwa 2 km nördlich von Pullenried nahe der Staatsstraße 2160 am Ufer des Tröbesbachs, der an den Hängen zwischen Hannamühle und Pullenried entspringt, durch Tröbes fließt und ungefähr 10 km weiter nördlich bei Burgtreswitz in die Pfreimd mündet.

## Geschichte
Zum Stichtag 23. März 1913 (Osterfest) wurde Hannamühle als Teil der Pfarrei Pullenried mit einem Haus und 5 Einwohnern aufgeführt.
Am 31. Dezember 1969 hatte die Gemeinde Pullenried 76 Häuser, 336 Einwohner 
und eine Fläche von 537 ha, davon 145 ha Wald. 
Zu ihr gehörten
Plechhammer mit Sägewerk (7 Häuser),
Neumühle mit Sägewerk (1 Haus),
Weißbach (2 Häuser),
Hannamühle (1 Haus).
Am 31. Dezember 1990 hatte Hannamühle 8 Einwohner und gehörte zur Pfarrei Pullenried und zur Gemeinde Oberviechtach.